# Мохнач (Золотоніський район)
Мо́хнач — село в Україні, у Золотоніському районі Черкаської області. Входить до складу Чорнобаївської селищної громади.

## Населення
За даними перепису 2001 року населення села становило 283 особи.

### Мовний склад
Рідна мова населення за даними перепису 2001 року:
| Мова       | Чисельність, осіб | Доля     |
| ---------- | ----------------- | -------- |
| Українська | 282               | 99,65 %  |
| Інше       | 1                 | 0,35 %   |
| Разом      | 283               | 100,00 % |

## Постаті
- Бакум Ігор Володимирович (1984—2019) — старший прапорщик ДПСУ, учасник російсько-української війни[2].